# Forêt nationale d'Itaituba I
La forêt nationale d'Itaituba I (portugais : Floresta Nacional de Itaituba I) est une forêt nationale brésilienne. Elle se situe dans la région Nord, dans l'État du Pará.
Le parc fut créé le 1998 et couvre une superficie de 220 639,44 hectares.
Il s'étend sur le territoire de la municipalité de Itaituba, et est traversé par le rio Cururu et le rio Das Tropas.